# Pen-aboe
Pen-aboe (eigenlijk Hor-pen-aboe; ook wel als Pe-Hor gelezen) was de Horusnaam van een proto-dynastieke koning van Eygpte. Gegevens over zijn precieze regeringstijd of over de duur van zijn heerschappij zijn tot op heden niet te achterhalen. Zijn periode van regeren wordt geschat rond 3300 voor Christus. 

## Verwijzingen en bewijzen
Pen-aboe´s naam verschijnt op rotstekeningen bij Gebel Sheikh-Suleiman en Qustul, alsook op ivoren "etiketten" uit de graven van de koningen Schorpioen II en Ka in Abydos (daar echter zonder serech). Uit Qustul komt daarnaast ook nog een ruitvormige leistenen palet met zijn naam erop.

## Over de naam
Het onzuivere schrift in het bijzonder in de rotstekeningen werpen vragen over de precieze lezing van de naam van Pen-aboe op. Günter Dreyer, wiens theorie in de Egyptologie steeds meer bijval kent, en Ludwig D. Morenz denken een olifant te herkennen, waarbij Morenz als alternatief ook een voorstelling van een neushoorn aanbiedt. Beide deze dieren behoorden, naast de leeuw en de krokodil, tot de sterkste en gevaarlijkste dieren die in die tijd in Egypte nog veel voorkwamen. Toby Wilkinson meent er daarentegen het Gardiner-teken D24 („rand“ of „grens“) in te herkennen. Peter Kaplony leest het symbool als chent („gezegend“) en meent dat dit aan het domein „Hor-sechenti-djoe“ uit de regeringsperiode van koning Djer (1e dynastie van Egypte) doet denken.